# Positieve psychologie
Positieve psychologie is een stroming binnen de psychologie.

## Strekking
De grondleggers van de positieve psychologie, Martin Seligman en Mihály Csíkszentmihályi gaven aan dat het binnen de positieve psychologie over drie onderwerpen gaat:
- positieve ervaringen die mensen kunnen hebben, zoals geluk, hoop en liefde
- positieve eigenschappen, zoals vitaliteit, doorzettingsvermogen en wijsheid,
- positieve instituties oftewel manieren waarop instellingen een positief verschil kunnen maken binnen de maatschappij.

De positieve psychologie ziet zich daarmee als een uitbreiding op de '"traditionele" psychologie, die primair gericht is op het ontdekken en genezen van psychische problemen als depressie, burn-out, enzovoort. Daarnaast zetten ze zich af tegen de humanistische psychologie omdat ze zich louter willen baseren op empirisch wetenschappelijk onderzoek.

## Historiek
Martin Seligman heeft de positieve psychologie onder de belangstelling gebracht tijdens zijn voorzitterschap van de Amerikaanse Psychologische Associatie in 1998. Seligman is onder andere bekend van zijn onderzoek naar depressies en het aangeleerde hulpeloosheid-fenomeen.  Een andere pleitbezorger van de positieve psychologie is de Amerikaanse psycholoog Mihály Csíkszentmihályi, bekend van het begrip flow.
Inmiddels zijn tienduizenden psychologische studies verricht naar "positieve" fenomenen als betrokkenheid, coping, tevredenheid, zelfvertrouwen, leren, persoonlijke ontwikkeling en motivatie. Een groot deel van die studies is overigens verschenen voordat Seligman en Csíkszentmihályi de positieve psychologie op de kaart zetten, wat laat zien dat een substantieel deel van de in de positieve psychologie bestudeerde onderwerpen ook al veel aandacht in de traditioneel georiënteerde psychologie kreeg.
Of deze "nieuwe" stroming het gezicht van de psychologie daadwerkelijk zal veranderen is vooralsnog de vraag. Critici stellen dat de factoren die het optreden van negatieve psychologische verschijnselen bevorderen dezelfde zijn als die het optreden van positieve verschijnselen verhinderen. Een te hoge werkdruk leidt bijvoorbeeld tot de aanwezigheid van burn-out (een negatief verschijnsel), alsook tot de afwezigheid van engagement/betrokkenheid (een positief verschijnsel). Sommige concepten uit de positieve psychologie zijn dan ook direct te herleiden tot reeds bekende concepten uit de traditionele psychologie. Een voorbeeld hiervan is dat engagement - vertrouwen in eigen kunnen, kracht, betrokkenheid - is ontwikkeld als tegenpool van het burn-out-concept - geen vertrouwen hebben in eigen kunnen, vermoeidheid, afstand nemen van het werk.

## Psychisch welbevinden
De Wereldgezondheidsorganisatie onderscheidt drie componenten van welbevinden: emotioneel welbevinden, psychologisch welbevinden en sociaal welbevinden. Emotioneel welbevinden heeft een gunstig effect op herstel en overleving van mensen met lichamelijke aandoeningen.
Het bevorderen van welbevinden is daarnaast noodzaak voor het individu; welbevinden kan namelijk bijdragen aan veerkracht. Onderzoek toont aan dat mensen die meer welbevinden ervaren, beter in staat zijn om met dagelijkse stress factoren en ingrijpende gebeurtenissen in het leven om te gaan.
Onderzoek naar posttraumatische groei laat zelfs zien dat, ondanks het meemaken van negatieve gebeurtenissen mensen kunnen groeien. Zo geven mensen aan dat ze door een traumatische ervaring andere prioriteiten zijn gaan stellen, relaties met dierbaren verdiept hebben of en meer greep kregen op andere aspecten van het dagelijks leven.
Uit bevolkingsonderzoek blijkt dat psychisch welbevinden systematisch gerelateerd is aan leeftijd, geslacht, sociaal-economische status en etniciteit. De innerlijke bevrediging van behoeftes aan autonomie, competentie en verbondenheid leidt tot de ervaring van geluk.
Volgens het rapport van het Trimbos-instituut kent het psychisch welbevinden verschillende dimensies:
- Doelgerichtheid, een gevoel van richting in het leven en de ervaring van zin in heden en verleden.
- Persoonlijke groei, een gevoel van voortgaande ontwikkeling, een perceptie van de eigen persoon als groeiend en ontwikkelend.
- Autonomie, zelfbepaling, weerstand tegen de sociale druk om op een bepaalde manier te denken.
- Omgevingsbeheersing, effectief gebruik van je mogelijkheden.
- Zelfacceptatie, herkenning en acceptatie van de eigen persoon, inclusief positieve en negatieve eigenschappen.
- Positieve relaties, vertrouwensvolle relaties met anderen, bezig met het welzijn van anderen.

## Sociaal welbevinden
Naast het psychisch welbevinden wordt tegenwoordig ook sociaal welbevinden onderscheiden. Waar psychisch welbevinden verwijst naar het optimaal functioneren van het individu, verwijst sociaal welbevinden naar zelfontplooiing in de maatschappij.